# Verbandsgemeinde Adenau
La comunità amministrativa di Adenau (Verbandsgemeinde Adenau) si trova nel circondario di Ahrweiler nella Renania-Palatinato, in Germania.

## Comuni
Fanno parte della comunità amministrativa i seguenti comuni:
| Comune, città           | Sup. (km²) | Abitanti |
| ----------------------- | ---------- | -------- |
| Adenau, città           | 18,56      | 3 020    |
| Antweiler               | 4,46       | 472      |
| Aremberg                | 9,62       | 215      |
| Barweiler               | 8,52       | 384      |
| Bauler                  | 2,34       | 50       |
| Dankerath               | 3,26       | 70       |
| Dorsel                  | 7,20       | 189      |
| Dümpelfeld              | 11,86      | 604      |
| Eichenbach              | 5,02       | 74       |
| Fuchshofen              | 2,84       | 98       |
| Harscheid               | 3,13       | 134      |
| Herschbroich            | 7,27       | 270      |
| Hoffeld                 | 5,15       | 298      |
| Honerath                | 2,01       | 162      |
| Hümmel                  | 15,84      | 490      |
| Insul                   | 5,01       | 443      |
| Kaltenborn              | 21,82      | 344      |
| Kottenborn              | 3,78       | 172      |
| Leimbach                | 15,65      | 449      |
| Meuspath                | 3,06       | 149      |
| Müllenbach              | 8,02       | 509      |
| Müsch                   | 3,81       | 198      |
| Nürburg                 | 3,63       | 168      |
| Ohlenhard               | 5,01       | 142      |
| Pomster                 | 5,81       | 151      |
| Quiddelbach             | 4,43       | 258      |
| Reifferscheid           | 14,24      | 490      |
| Rodder                  | 6,38       | 237      |
| Schuld                  | 5,93       | 622      |
| Senscheid               | 4,27       | 90       |
| Sierscheid              | 2,34       | 89       |
| Trierscheid             | 4,11       | 72       |
| Wershofen               | 14,36      | 911      |
| Wiesemscheid            | 5,60       | 235      |
| Wimbach                 | 6,84       | 445      |
| Winnerath               | 3,33       | 193      |
| Wirft                   | 3,25       | 153      |
| Verbandsgemeinde Adenau | 257,74     | 13 050   |

(Abitanti al 31 dicembre 2021)